# Amor gitano (1982)
Amor gitano é uma telenovela argentina produzida e exibida pelo antigo Canal 11 (atual Telefe) em 1982. Protagonizada por Arnaldo André e Luisa Kuliok, foi antagonizada por Chela Ruiz e Cristina Tejedor.

## Enredo
O cigano Renzo (Arnaldo André) se apaixona desesperadamente por Dolores (Luisa Kuliok), uma garota que tem uma situação familiar infeliz e difícil. Após a morte de sua mãe, Dolores é deixada sozinha na companhia de sua ama-de-leite e de seu irmão Humberto (Daniel Miglioranza), um homem de caráter fraco. A paixão de Renzo é correspondida por Dolores, mas o futuro dos amantes é dificultado por um ser maligno chamado Rodolfo Farnesio (Miguel Ángel Suárez), um homem muito rico e poderoso, acostumado a conseguir tudo o que deseja. Farnesio literalmente perde a cabeça para a bela Dolores e começa a atraí-la para se tornar sua esposa.
Mas o coração da garota contém apenas um sentimento de amor indissolúvel por Renzo. Farnese não é o tipo de homem que desiste e se resigna e continua seu cerco para trazer Dolores ao altar. Ele usa sua própria irmã Georgina (Angélica López Gamio) para tentar convencer a garota bonita e cria uma situação que coloca Dolores entre uma rocha e um lugar difícil, a situação difícil de sua família e uma série de situações dramáticas levam Dolores a um ponto em que ela é forçada a se casar com o mal Farnese. Um destino cruel assola Renzo e Dolores.

## Elenco
- Arnaldo André como Renzo
- Luisa Kuliok como Dolores
- Cristina Tejedor como Isa
- Chela Ruiz como Vanina
- Angélica López Gamio como Georgina
- Maurice Jouvet como Alvaro
- Miguel Ángel Suárez como Rodolfo Farnesio
- Jean Carlo Simanca como Augusto
- Patricia Palmer como Stella Maris
- Luis Aranda como Jonas
- Alberto Argibay como Carmelo
- Alba Castellanos como Pilar
- Berta Castelar como Zulma
- Daniel Miglioranza como Humberto
- Horacio Nicolai como Dino
- Nora Massi como Aurora
- Andrés Medl como Gonzalo

## Adaptação
- Em 1999, a empresa mexicana Televisa produziu o remake Amor gitano, estrelado pelos jovens atores mexicanos Mauricio Islas e Mariana Seoane, mas não alcançou o sucesso esperado.[2]